# Devin Hester
Devin Hester (Riviera Beach, Florida, Estados Unidos, 4 de noviembre de 1982) es un jugador profesional de fútbol americano de la National Football League que juega en el equipo Seattle Seahawks, la posición de Wide receiver con el número 17.

## Carrera deportiva
Devin Hester proviene de la Universidad de Miami y fue elegido en el Draft de la NFL de 2006, en la ronda número 2 con el puesto número 57 por el equipo Chicago Bears.
Ha jugado en los equipos Atlanta Falcons, Baltimore Ravens, Seattle Seahawks y Chicago Bears.